# Skellerupskatten
Skellerupskatten er et depotfund af 21 romerske mønter, der blev fundet i 2016/2017 i Skellerup 11 km vest for Nyborg. Skatten er unik, da der ikke siden 1923 er gjort lignende fund i Danmark, og der kun er fundet ganske få mønter fra før kejser Augustus.
Størstedelen af mønterne er denarer fra Romerriget. De findes primært i Sydeuropa og kendes kun meget sporadisk i Danmark. Blandt dem er to mønter præget med kejser Galba, der kun var kejser i et halvt år 68/69.
Selve skatten lå meget spredt, og det er ikke sikkert, at alle mønterne er nedlagt sammen. Særligt de to denarer med Galba blev fundet langt fra de øvrige mønter og er ikke nødvendigvis en del af skatten.
Fundet var med på DK4 og Nationalmuseets "Danefæ top 10" med Frantz Howitz i januar 2018 som nummer 3.
Skatten blev fundet af Mathias Kaas og Martin Pedersen.